# Nathalie Heinich
Pour les articles homonymes, voir Heinich.
 (janvier 2022).
Nathalie Heinich, née le 3 août 1955 dans le 6e arrondissement de Marseille, est une sociologue française. Elle est spécialiste de l'art, notamment de l'art contemporain.

## Biographie
Fille d'un journaliste, Nathalie Heinich fait ses classes au lycée Périer de Marseille. Titulaire d'une maîtrise en philosophie de la faculté des lettres d'Aix-en-Provence, d'un doctorat en sociologie de l'École des hautes études en sciences sociales (EHESS) après avoir soutenu une thèse en 1981, sous la direction de Pierre Bourdieu,, et d'une habilitation à diriger des recherches (1994), Nathalie Heinich est directrice de recherche au CNRS, au sein du Centre de recherche sur les arts et le langage (CRAL) de l'EHESS.
Son axe de recherche principal porte sur la sociologie de l'art, en particulier l'histoire du statut d'artiste (arts plastiques, littérature, cinéma) et l'art contemporain. 
Initialement formée à la sociologie de Pierre Bourdieu, elle s'en est éloignée et a pris appui par la suite sur la sociologie historique de Norbert Elias, tout en fréquentant pendant quelque temps le séminaire de Bruno Latour et en s'associant aux chercheurs du groupe de sociologie politique et morale (GSPM) créé par Luc Boltanski. Ses travaux récents s'inscrivent davantage dans la perspective d'une sociologie compréhensive et descriptive, et relèvent moins, selon son expression, d'une sociologie « de » l'art que d'une sociologie « à partir de » l'art.
Elle a travaillé en collaboration avec des psychanalystes (Mères-filles, une relation à trois, 2002, avec Caroline Eliacheff), des juristes (L'art en conflits. L'œuvre de l'esprit entre droit et sociologie, 2002, avec Bernard Edelman) et des philosophes (Art, création, fiction, entre sociologie et philosophie, 2004, avec Jean-Marie Schaeffer).
Cofondatrice de la revue Sociologie de l'art en 1992, elle a occupé plusieurs chaires d'enseignement dans des universités étrangères: la chaire de sociologie de l'art de la fondation Boekman à l'université d'Amsterdam  ; la chaire Jacques Leclercq de l'université de Louvain-la-neuve[réf. souhaitée] ; la chaire de culture et littérature française de l'école polytechnique de Zurich ; la chaire du Centre des sciences historiques de la culture de l'université de Lausanne.
Elle a publié plusieurs textes autobiographiques : dans son livre Maisons perdues (2013), elle retrace une forme d'autobiographie par les maisons et a donné dans La Croix une interview centrée sur sa maison de campagne du Chambon-sur-Lignon, village sur l'histoire duquel elle s'est penchée dans un topoguide et un essai d'histoire régionale. Elle tente depuis de valoriser cet espace en organisant des événements sur cette ville.

## Principaux thèmes de recherche

### Sociologie de l'art
Nathalie Heinich divise l'histoire de la sociologie de l'art en trois générations : celle de l'esthétique sociologique, préoccupée par le lien entre art et société, de tradition marxiste (Walter Benjamin, Lucien Goldmann, György Lukacs) ; celle de l'histoire sociale de l'art, avec une composante moins idéologique qui introduit le contexte dans l'étude des œuvres et des auteurs (Hans Robert Jauss) ; et la sociologie de recherche, qui se distingue par son développement méthodologique au service d'une conception de l'art comme société,.

#### Statut d'artiste
Nathalie Heinich a étudié l'histoire du statut d'artiste en peinture et en sculpture depuis la Renaissance, avec le basculement du régime artisanal au régime professionnel (Du peintre à l'artiste. Artisans et académiciens à l'âge classique, 1993) puis du régime professionnel au régime vocationnel (L’Élite artiste. Excellence et singularité en régime démocratique, 2005). Elle a également consacré un livre au nouveau statut des artistes interprètes et, plus généralement, des célébrités, à partir du développement des techniques de reproduction de l'image à la fin du XIXe siècle et dans le courant du XXe siècle (De la visibilité. Excellence et singularité en régime médiatique, 2012).
En s'intéressant non seulement aux conditions matérielles et juridiques d'exercice du métier, mais aussi aux représentations de l'identité d'artiste, elle a mis en évidence l'importante de la valeur de singularité dans le monde de l'art, et les conditions de son fonctionnement, avec la mise en place à partir de l'époque romantique d'un « régime de singularité », opposé au « régime de communauté ». Les voies de grandissement de l'artiste en tant que « grand singulier » font l'objet de son premier livre, La Gloire de Van Gogh. Essai d'anthropologie de l'admiration (1991), de Être écrivain. Création et identité (2000), et de L'Épreuve de la grandeur. Prix littéraires et reconnaissance (1999). Elle souhaite montrer dans ces deux derniers livres comment l’identité repose sur un modèle ternaire où les « écarts de grandeur » entre l’auto-perception (la manière dont le sujet se perçoit), la désignation (la manière dont le sujet est qualifié par autrui) peuvent être atténués par la présentation (la manière dont le sujet se présente à autrui). Ces écarts — qu’ils soient provoqués par une auto-perception plus élevée que la désignation (cas de Mozart ou de Van Gogh) ou, au contraire, par une désignation supérieure à l’estime qu’a l’artiste de lui-même (cas de Jean Carrière) — conduisent à des crises identitaires. Une telle approche, relevant de la sociologie compréhensive, rompt avec le courant de la sociologie déterministe : d'où le propos de la sociologue Gisèle Sapiro (directrice de recherche au CNRS) qui regrette le « subjectivisme phénoménologique qui ne saisit cette activité qu’en termes d’identité ».

#### Art contemporain
S'appuyant sur des enquêtes de terrain menées en France et aux États-Unis, elle a proposé une description de son fonctionnement, articulé entre transgressions des frontières opérées par les œuvres, réactions des publics réfractaires et intégrations de ces propositions par les intermédiaires spécialisés. Le sociologue Jean-Louis Fabiani écrit à ce sujet :

« Toujours moins d'œuvre susciterait toujours plus de texte [de commentaires]. Le jeu de l'art contemporain se trouve ainsi réduit à un seul type de coup (surenchère de la transgression pour l'artiste, surchauffe herméneutique pour le critique). Si la tâche du sociologue se limite à la description de ce jeu, comme semble le suggérer Nathalie Heinich, on risque fort d'en avoir très vite épuisé les charmes (toujours moins d'un côté, toujours plus de l'autre, etc., etc., etc.) »

— Jean-Louis Fabiani, Après la culture légitime : objets, publics, autorités.
En qualifiant l'art contemporain non pas de période ou même de genre de l'art, mais de paradigme, au sens donné à ce concept par l'épistémologue Thomas Kuhn, elle souhaite montrer comment le « paradigme contemporain », l'hétérogénéité de cet art, son caractère transgressif, s'oppose non pas tant au « paradigme classique » qu'au « paradigme moderne », chacun des trois étant défini par des critères et des attentes bien précises ; et comment la révolution artistique que représente ce nouveau paradigme modifie non seulement les œuvres mais aussi leur réception, le rôle des intermédiaires et des institutions, leur économie, leur conservation et leur restauration, leur reproduction, et plus généralement tout le fonctionnement du monde de l'art,. Dans une atmosphère de « guerre culturelle » entre les partisans et les adversaires de l'art contemporain, le travail de Nathalie Heinich, dans la mesure où il rompt avec les commentaires produits par les intermédiaires du monde de l'art, a été utilisé comme référence théorique par certains dénonciateurs de l'art contemporain, tels que Jean-Gabriel Fredet, tandis que d'autres le soutiennent.
Mais pour d'autres, cette référence à la « neutralité » n'est qu'une rhétorique visant à maquiller en description une opinion de type radical, même lorsqu'il s'agit de mettre en évidence les éventuels effets pervers de ce que Bourdieu a qualifié « d'institutionnalisation de l'anomie ». Le sociologue Bruno Frère estime que « camper une posture de neutralité inspirée de Weber comme entendent le faire aujourd'hui des sociologues comme Heinich depuis une posture relativement scientiste est impossible ». La sociologue Rose-Marie Lagrave considère ainsi que « la "neutralité axiologique" fait figure d'argument d'autorité pour se porter en juge suprême de la "bonne" recherche. Mais lorsqu'on regarde les positions et prises de positions de N. Heinich, il apparaît qu'elle ne cesse de jouer sur la frontière entre recherche et politique », tout particulièrement dans Tract où elle constate un important « débordement de haine ».
La juriste et militante de la Ligue des droits de l'Homme Agnès Tricoire considère donc non pas comme neutre et objective la construction théorique de Nathalie Heinich, mais comme subjective et engagée :

« On pourrait attendre de la sociologie une certaine neutralité ou, tout du moins, une recension honnête des faits. Or, pour ce qui concerne les ouvrages sur l'art contemporain de Nathalie Heinich […], tel n'est pas le cas, puisque tantôt elle encourage explicitement les poursuites pénales, tantôt elle dissimule que les artistes ont fait valoir leurs droits avec succès devant les tribunaux. Ainsi, dans Le Triple Jeu de l'art contemporain, sous couvert de présenter objectivement ses analyses sociologiques, position qu'elle finit heureusement par abandonner à la fin du livre en assumant sa subjectivité, Nathalie Heinich valide systématiquement les points de vue moraux et réprobateurs sur les œuvres, et porte de graves accusations contre l'institution artistique. »

Les thèses de Nathalie Heinich ont été influentes chez les dénonciateurs de l'art contemporain, notamment Aude de Kerros.

#### Artification
Son travail a donné lieu à un ouvrage collectif, De l'artification. Enquêtes sur le passage à l'art (2012, avec Roberta Shapiro), et a servi de référence à plusieurs ouvrages collectifs ou colloques.

### Problématique des valeurs
Avec La Fabrique du patrimoine (2009) et De la visibilité (2012), Nathalie Heinich réoriente ses analyses en direction de la question des valeurs, de leur statut ontologique et des conditions pragmatiques de leur usage par les acteurs, en plaidant pour une prise au sérieux de cette problématique peu ou mal travaillée par la sociologie. 

### Épistémologie des sciences sociales
Outre un certain nombre d'articles consacrés à des questions d'histoire, de statut et de méthodologie de la sociologie, Nathalie Heinich a publié des ouvrages sur le sociologue Norbert Elias (La Sociologie de Norbert Elias, 1997 ; Dans la pensée de Norbert Elias, 2015), sur la sociologie de l'art en tant que discipline (La Sociologie de l'art, 2001), sur la sociologie de Pierre Bourdieu (Pourquoi Bourdieu, 2007), sur les erreurs de raisonnement en sociologie (Le Bêtisier du sociologue, 2009), ainsi qu'une réflexion sur son propre parcours à travers ses différents thèmes de recherche (La Sociologie à l'épreuve de l'art, 2006 et 2015).

### Concept d'identité
Selon le sociologue Michel Messu, elle propose, dans son ouvrage Ce que n'est pas l'identité, une définition conceptuelle de l'identité comme étant « la résultante de l'ensemble des opérations par lesquelles un prédicat est affecté à un sujet ». Partant du distinguo établi par Paul Ricoeur entre « identité ipse » et «identité idem  », elle propose d'analyser trois temps dans la construction de l'identité individuelle: celui passif de l'identité renvoyée par autrui, qu'elle nomme « désignation », et ceux, actifs, où le sujet se tourne vers lui-même désigné comme « autoperception » ou au contraire vers autrui qu'elle appelle « présentation ».

## Controverses
Ses positions polémiques sont parfois reprochées à Nathalie Heinich, de même que d'opter pour « le pire des postures mandarinales pour autoriser ce qui peut ou ne peut pas être dit », ou tout du moins une forme de condescendance :

« En réaction à une récente critique de Pourquoi Bourdieu ? dans laquelle Alain Quemin signalait que “le reproche fait à Pierre Bourdieu de ne pas s’être engagé contre la guerre d’Algérie [était] formulé de façon assez féroce”, Nathalie Heinich répondait, visiblement agacée, sur un ton plutôt direct : “Où as-tu bien pu lire que je reprocherais à Bourdieu son non-engagement en Algérie ? J’ai simplement souligné en quoi cela avait influencé, comme pour Sartre, son engagement à la fois tardif et radical.” Rien, en effet, dans ces lignes d’Heinich, ne condamne Bourdieu. Au contraire, on y trouve toute la condescendante bienveillance de ceux qui, fût-ce rétrospectivement, ont compris les enjeux et actes manqués de leurs congénères. »

— Denis Saint-Amand
Dans la revue de sciences sociales Lectures, le politiste Philippe Corcuff présente ce qu'il estime être des « failles quant à la rigueur intellectuelle » de l'ouvrage de Nathalie Heinich Des valeurs. Une approche sociologique (2017). Trois exemples sont détaillés quant au traitement, selon lui, des rapports entre jugements de fait et jugements de valeur dans les sciences sociales : 1) un réductionnisme dans la problématisation de « la neutralité axiologique » par le sociologue Max Weber, s'exprimant notamment par l'omission préjudiciable d'un passage dans une citation ; 2) une déformation de l'analyse épistémologique des rapports entre distanciation et engagement chez le sociologue Norbert Elias, à travers des citations tronquées ; et 3) un contresens quant à une citation du philosophe Hilary Putnam. Le sociologue Roland Pfefferkorn considère quant à lui que « ce qu’oublie surtout Heinich, après Aron et Freund, c’est que la Wertfreiheit que défendait Weber n’a rien à voir avec une prétendue neutralité opposée à un engagement considéré comme problématique, bien au contraire ».

### Prises de position

#### Sur l'islamisme
Sur la question de l'islamisme, elle a signé une pétition dénonçant la montée de l'islamisme et a considéré que le burkini encourageait indirectement le djihadisme :

« L’affichage de comportements manifestant l'adhésion à une conception fondamentaliste de l'islam, tel que le port du burkini, ne relève pas de l'exercice d'une religion (va-t-on à la plage pour prier ?) : il relève de l'expression d'une opinion, et d'une opinion délictueuse, puisqu’il s'agit d'une incitation à la discrimination sexiste, qui en outre banalise et normalise l'idéologie au nom de laquelle on nous fait la guerre. »

Ce à quoi Michel Wieviorka a répondu : « Le sociologue qui s’exprime sur le burkini […] devrait s’appuyer sur des recherches portant directement sur ce phénomène […] Je suis à dire vrai stupéfait de constater que Nathalie Heinich distord mon analyse de ce qui se passe en France […] ».

#### Sur le militantisme et l'«islamo-gauchisme» dans l'université française
Alain Lipietz lui demande : « Mme Heinich, vous ne militez pas, dans tous les médias, pour ce que vous écrivez et enseignez ? ». Nathalie Heinich lui a répondu par un droit de réponse sur le site AOC. Le terme « militant » permettrait, selon certains, à Nathalie Heinich de disqualifier les travaux de recherche sur les questions décoloniales, de genre, de race ou encore d’intersectionnalité, qu'elle considère complices d’un « terreau » qui conduit au terrorisme. Elle est membre de l'Observatoire du décolonialisme, un collectif décrit comme un « média d'opinion » anti-décolonial par Arrêt sur images.
Selon Arnaud Saint-Martin et Antoine Hardy dans AOC, Nathalie Heinich n'apporte en fait aucun début de preuve de l'existence de ce prétendu « islamo-gauchisme » à l'université, si l'on écarte des chiffres « bidouillés », calculés « à rebours de la méthode scientifique »,. Ils notent aussi qu'avec cet accent mis sur une « menace décrite comme d’autant plus immense et terrifiante qu’elle n’est jamais clairement définie ni prouvée », sa méthode d'écriture privilégie « l’opacité, le flou et la variation des énoncés » avec la conséquence que « quelque chose d’insaisissable, et de voulu comme tel, paralyse la critique ».

#### Sur le PACS, le mariage pour tous et l'homophobie
Elle fut, par ailleurs, une opposante au pacte civil de solidarité (PACS), dans une pétition publiée dans Le Monde, intitulée « Ne laissons pas la critique du PACS à la droite », qui plaidait pour une extension des droits des concubins aux homosexuels de façon à garantir leurs droits sans créer des problèmes potentiellement insolubles en matière de filiation, et sans risquer d'exposer la sexualité des individus au regard de l'État et des lois.
Lors du débat sur l'ouverture du mariage aux couples homosexuels en France, elle signe aux côtés de 54 autres femmes une tribune contre le projet de loi, en affirmant par la même occasion son opposition à la procréation médicalement assistée pour les couples de femmes et à la gestation pour autrui. Cette lettre est envoyée aux sénateurs. Elle a également contribué au dossier « Les enfants du mariage homosexuel » de la revue Le Débat avec un article intitulé « L'extension du domaine de l'égalité » où elle conclut au terme d'une analyse de la notion de « droit » et d'« égalité » : « Revendiquer la prise en compte d’une particularité individuelle, telle que la pratique sexuelle, dans l’allocation des droits civiques et civils constitue une perversion de l’idéal républicain […]. Assimiler un désir à un droit […] relève d’un mode de fonctionnement psychique qui ne connaît d’autre modalité de transaction avec le réel que le fantasme infantile de toute-puissance opposé à une autorité forcément maléfique ».
Ses interventions contre le mariage pour tous ont suscité la critique de certains chercheurs, dont des sociologues, tel Alain Quemin : « Quand l'argumentation [de Nathalie Heinich] présente de telles faiblesses, il devient légitime de remettre en cause l'intervention même dans le débat public qui, nimbée d'une autorité revendiquée au titre de l'appartenance à une institution sérieuse et d'une carrière effectuée sur la base de travaux très différents, apparaît dévoyée ». Des sociologues comme Philippe Corcuff considèrent que la sociologue est homophobe, celle-ci multipliant dans ses publications les « stéréotypes ». C'est également l'avis du juriste Daniel Borrillo et du sociologue Pierre Lascoumes.

#### Sur la féminisation des noms de métiers
Nathalie Heinich s'est opposée à la féminisation des noms de métiers, dans un article intitulé « Le repos du neutre », article qui a inspiré aux linguistes Bernard Cerquiglini et Marie-Jo Mathieu les commentaires suivants :

« Si nous nous sommes placés sur le plan de la grammaire pour réfuter les arguments de Nathalie Heinich, c’est qu’ils nous ont semblé relever d’une méconnaissance des règles de notre langue, méconnaissance entachée fortement de subjectivité. »

Elle est ainsi la seule femme de son propre laboratoire, le CRAL, à se désigner comme « directeur de recherche », et non directrice, au nom d'une conception universaliste et non pas différentialiste du féminisme, qu'elle a revendiquée à plusieurs reprises.

#### Dans les médias
Henri Maler et Patrick Champagne considèrent que « Nathalie Heinich a raison lorsqu’elle déplore que les médias fassent appel à certains intellectuels “pas tellement en raison de leur compétence sur un sujet précis mais simplement parce qu’ils ont un [petit] capital de notoriété” », et qu'elle illustrerait elle-même, « à ses dépens », cette réalité.

#### Anti-wokisme
Dans Le Wokisme serait-il un totalitarisme ?, Nathalie Heinich manifeste son opposition à l'égard du mouvement dit « woke ». Selon Libération, « l'essai pourrait être signé par un idéologue du RN que nul ne s'en apercevrait », tant il défend les mêmes causes que le RN (notamment sa lutte contre les « réunions racialisées » à l'université et la « propagande LGBT dans les écoles »), et montre la même « propension à générer artificiellement des trouilles collectives tout en se prétendant garant de la liberté d’expression ». Son essai est également cité par Céline Masson et Caroline Eliacheff dans leur livre La Fabrique de l’enfant transgenre.

### Polémiques

#### Autour de l'attribution du prix Pétrarque
Récipiendaire en 2017 du prix Pétrarque de l'essai pour son livre Des valeurs, une pétition l'accusant d'homophobie et réclamant le retrait de ce prix est lancée et recueille en quelques semaines plus de 1 800 signatures dont celles de quelques personnalités comme Florence Dupont, Olivier Le Cour Grandmaison, Jean-Loup Amselle et l'ancien président du Centre Georges-Pompidou, Alain Seban, qui écrit à cette occasion :

« Les travaux de Mme Heinich sont dénués de rigueur scientifique et ne sont que la projection de ses propres obsessions hostiles à la culture de notre époque,. »

Nathalie Heinich a répondu à cette pétition dans la revue Limite et s'en est expliquée également dans l'émission L'Invité culture sur France Culture, en revendiquant la nécessité de laisser exister des débats de fond qui ne soient pas d'emblée réduits à des camps politiques préétablis. À cette occasion, Christine Boutin, La Manif pour tous, le Salon beige et l'Action française, prennent sa défense, mais aussi un certain nombre d'intellectuels, dont les sociologues Emmanuel Ethis, Jean-Louis Fabiani, Irène Théry et la militante féministe Marie-Jo Bonnet.
Irène Théry précise cependant : « Je suis en désaccord profond avec Nathalie Heinich sur le Pacs, l'homoparentalité, la famille, la filiation, le mariage pour tous, la distinction de sexe, la PMA, et la GPA. Je n'ai pas remarqué qu'elle cherche spécialement le débat, y compris avec ceux qui (comme je crois que c'est mon cas) ont de tout autres arguments que l'anathème. Je ne la trouve pas toujours aussi scientifique ou honnête avec ses adversaires qu'elle croit l'être », mais elle n'en affirme pas moins :

« J'ai trouvé immonde la pétition qui la vise. Je rejoins donc entièrement Jean-Louis Fabiani qui publie sur sa page la réponse de N. Heinich à la pétition qui la vise, et conclut son propre commentaire ainsi : "La liberté de la pensée n'est pas un vain mot. La police de la pensée est à nos portes. Je refuse de toutes mes forces un monde où les petites frappes intellectuelles feraient la loi". »

#### Fausse information
Nathalie Heinich évoque une anecdote, contée par Yves Klein, selon laquelle un artiste japonais se serait jeté du haut d'un immeuble sur une toile posée sur le sol, une toile léguée par la suite au musée d'art moderne de Tokyo. L'anecdote a été reprise par Gérald Bronner dans La Pensée extrême.
Il est ensuite apparu que, selon Erwan Seznec, cette histoire avait été totalement inventée : « Renseignement pris au Japon, le Musée d’art moderne de Tokyo n’a jamais accepté un legs aussi embarrassant. Aucun peintre ne s’est suicidé de la sorte. C’est une légende urbaine, qui ne circule d’ailleurs pas sur le web japonais. Elle est probablement inspirée par Saburo Murakami (1925-1996), un artiste du mouvement Gutaï, dont les « performances » sans danger sont visibles sur Internet. ».

## Publications
- La Gloire de Van Gogh : essai d'anthropologie de l'admiration, Éditions de Minuit, coll. « Critique », 1991
- Du peintre à l'artiste : artisans et académiciens à l'âge classique, Éditions de Minuit, coll. « Paradoxe », 1993
- Harald Szeemann : un cas singulier, entretien, L'Échoppe, 1995
- Les Transformations du statut des peintres et des sculpteurs,  Klincksieck, 1996 (rééd. 2005, 2012)
- États de femme : l'identité féminine dans la fiction occidentale, Gallimard, coll. « Les Essais », 1996 (rééd. en coll. « Tel », 2018)
- La Sociologie de Norbert Elias, La Découverte, coll. « Repères », 1997
- L'Art contemporain exposé aux rejets, Jacqueline Chambon, 1997 (recueil d'articles, rééd. en coll. « Pluriel » en 2009)
- Ce que l'art fait à la sociologie, Éditions de Minuit, coll. « Paradoxe », 1998
- Le Triple Jeu de l'art contemporain : sociologie des arts plastiques, Éditions de Minuit, coll. « Paradoxe », 1998
- L'Épreuve de la grandeur : prix littéraires et reconnaissance, La Découverte, coll. « L'Armillaire », 1999
- Pour en finir avec la querelle de l'art contemporain, L'Échoppe, 2000
- Être écrivain : création et identité, La Découverte, coll. « L'Armillaire », 2000
- La Sociologie de l'art, La Découverte, coll. « Repères », 2001
- Mères-filles, une relation à trois, avec Caroline Eliacheff, Albin Michel, 2002 (réed. en poche, 2003)
- L'Art en conflits[75], avec Bernard Edelman, La Découverte, coll. « L'Armillaire », 2002
- Face à l'art contemporain : lettre à un commissaire, L'Échoppe, 2003
- Les Ambivalences de l'émancipation féminine[75], Albin Michel, 2003
- Art, création, fiction : entre sociologie et philosophie[75], avec Jean-Marie Schaeffer, Jacqueline Chambon, 2004
- L'Élite artiste : excellence et singularité en régime démocratique, Gallimard, coll. « Bibliothèque des sciences humaines », 2005 (rééd. en coll. « Folio Essais », 2018)
- Pourquoi Bourdieu, Gallimard, coll. « Le Débat », 2007
- Comptes rendus à... Benjamin, Bourdieu, Elias, Goffman, Héritier, Latour, Panofsky, Pollak[75], Les Impressions nouvelles, 2007
- Le Bêtisier du sociologue, Klincksieck, coll. « Hourvari », 2009
- La Fabrique du patrimoine : de la cathédrale à la petite cuillère, Éditions de la Maison des Sciences de l'Homme, 2009
- Faire voir : l'art à l'épreuve de ses médiations[75], Les Impressions nouvelles, 2009
- Guerre culturelle et art contemporain : une comparaison franco-américaine, Hermann, 2010
- Sortir des camps, sortir du silence[75], Les Impressions nouvelles, 2011
- De la visibilité, Gallimard, coll. « Bibliothèque des sciences humaines », 2012
- De l'artification : enquêtes sur le passage à l'art,  Éditions de l'EHESS, 2012 (ouvrage collectif, co-direction avec Roberta Shapiro)
- Maisons perdues, Thierry Marchaisse, 2013
- Le Paradigme de l'art contemporain : structures d'une révolution artistique, Gallimard, coll. « Bibliothèque des sciences humaines », 2014, prix Montyon de philosophie de l'Académie française.
- Par-delà le beau et le laid : les valeurs de l’art, Presses universitaires de Rennes, 2014 (co-direction avec Jean-Marie Schaeffer et Carole Talon-Hugon)
- La Sociologie à l'épreuve de l'art, entretiens avec Julien Ténédos, Les Impressions nouvelles, 2015 (réédition de 2006)
- Dans la pensée de Norbert Elias[75], CNRS Éditions, 2015
- L'Artiste contemporain, Bruxelles, Éditions du Lombard, coll. « La Petite Bédéthèque des savoirs », 2016 (bande dessinée, avec Benoît Féroumont)
- Des valeurs : une approche sociologique, Paris, Gallimard, coll. « Bibliothèque des sciences humaines », 2017, prix Pétrarque de l’essai France-Culture-Le Monde
- Une histoire de France, récit, Les Impressions nouvelles, 2018
- Écrivains et penseurs autour du Chambon-sur-Lignon, Les Impressions nouvelles, 2018
- Ce que n'est pas l'identité, Gallimard, coll. « Le Débat », 2018
- Le Pont-Neuf de Christo : ouvrage d'art, œuvre d'art ou comment se faire une opinion, Thierry Marchaisse, 2020
- La Cadre-analyse d'Erving Goffman : une aventure structuraliste, CNRS Editions, 2020
- La Maison qui soigne : histoire de la « Retrouvée », Thierry Marchaisse, 2020
- Le Pont-Neuf de Christo, Thierry Marchaisse, 2020
- Le Bêtisier du laïco-sceptique, avec Renée Fregosi, Virginie Tournay, Jean-Pierre Sakoun, Xavier Gorce, Minerve, 2021
- Ce que le militantisme fait à la recherche, Gallimard, coll. « Tracts », no 29, 2021[39].
- Oser l'universalisme : contre le communautarisme, Le Bord de l'eau, 2021
- La Valeur des personnes : preuves et épreuves de la grandeur, Gallimard, coll. « Bibliothèque des sciences humaines », 2022, prix La Bruyère de philosophie de l'Académie française
- Les Déchirements de la laïcité (avec Jean Baubérot), Mialet-Barrault, coll. « Disputatio », 2023.
- Le wokisme serait-il un totalitarisme ?, Albin Michel, 2023[61],[76],[77]
- Notre-Dame des valeurs. Retour sur une émotion patrimoniale (dir.), PUF, 2024.
- Le marché de l’art au risque du numérique. L’énigme des NFT (avec Françoise Benhamou, dir.), Odile Jacob, 2024
- Penser contre son camp. Itinéraire politique d'une intellectuelle de gauche, Gallimard, coll. « Témoins », 2025

## Critiques
- « Le bêtisier sociologique et philosophique de Nathalie Heinich » (sur Des valeurs. Une approche sociologique, 2017), par Philippe Corcuff, 2018 revue en ligne de sciences sociales Lectures, rubrique Notes critiques, 9 juillet 2018
- Compte-rendu (sur Des valeurs. Une approche sociologique, 2017) par Jacques Guilhaumou, 2017

## Distinctions

### Prix
- 1996 : prix Séverine de l'Association des femmes journalistes pour États de femme[réf. nécessaire]
- 2015 : prix Montyon de philosophie de l'Académie française pour Le Paradigme de l'art contemporain[78]
- 2017 : prix Pétrarque de l'essai (France-Culture/Le Monde) pour Des valeurs[79]
- 2023 : prix La Bruyère de philosophie de l'Académie française pour La valeur des Personnes : preuves et épreuves de la grandeur

### Décoration
- 2012 :  Chevalier de la Légion d'honneur[80]